# Música de ayer
Música de ayer és una pel·lícula musical española de 1959 dirigida per Juan de Orduña, ambientada en el món de la sarsuela. Els dos artistes principals foren doblats per cantants d'òpera.

## Sinopsi
Laura Gayán és una jove estudiant de cant, filla del porter del comte de San Telmo, Carlos, del que està enamorada en secret. Quan rep la notícia que aquest es casa la intenta seduir el seu company Esteban. Amb el temps, aconsegueix treballar com a cantant i es casa amb Esteban. Però el matrimoni de Carlos es desfà ...

## Repartiment
- Ana María Olaria -	Laura Gayán
- Armando Calvo - Carlos, Comte de San Telmo
- José Moreno - Esteban
- Manuel Arbó - Avelino, pare de Laura.

## Premis
Medalles del Cercle d'Escriptors Cinematogràfics
| Any  | Categoria                    | Pel·lícula       | Resultat   |
| ---- | ---------------------------- | ---------------- | ---------- |
| 1959 | Premi especial cantant líric | Ana María Olaria | Guanyadora |